# Rio Itu
O Rio Itu é um curso de água localizado no distrito de Itaó em Itaqui/RS. É um dos afluentes do Rio Ibicuí, sua nascente está localizada na cidade de Santiago/RS e sua foz no Rio Ibicuí. O Rio Itú possui 10 afluentes

## Etimologia
A palavra Itú é uma composição de origem indígena que na língua tupi significa: "Cachoeira", ou ainda "Salto de Água"